# Metacinnabarit
Metacinnabarit ist ein selten vorkommendes Mineral aus der Mineralklasse der Sulfide und Sulfosalze. Es kristallisiert im kubischen Kristallsystem mit der chemischen Zusammensetzung HgS und bildet meist massive Aggregate, selten auch tetraedrische, bis zu einem Millimeter große Kristalle von grauschwarzer Farbe.

## Etymologie und Geschichte
Metacinnabarit wurde erstmals 1872 von Gideon Moore  in der Typlokalität, der Redington-Mine in Knoxville im US-Bundesstaat Kalifornien gefunden. Es ist wegen der Ähnlichkeit zum Mineral Cinnabarit so benannt. 

## Klassifikation
In der Systematik nach Strunz wird Metacinnabarit zu den Metallsulfiden mit einem Verhältnis von Metall zu Schwefel, Selen oder Tellur von 1:1 gezählt. Nach der 8. Auflage bildet dabei zusammen mit  Coloradoit, Hawleyit, Rudashevskyit, Polhemusit, Sphalerit, Stilleit und Tiemannit die Sphaleritgruppe. In der 9. Auflage bildet es mit diesen Mineralen und Sakuraiit eine Untergruppe der Sulfide mit Zink, Eisen, Kupfer oder Silber.
In der Systematik nach Dana bildet es mit Coloradoit, Hawleyit, Rudashevskyit, Sphalerit, Stilleit und Tiemannit die Sphalerit-Untergruppe der Sulfide, Selenide und Telluride mit der Zusammensetzung Am Bn Xp, mit (m+n):p=1:1.

## Modifikationen und Varietäten
Metacinnabarit ist neben dem trigonalen Cinnabarit und dem hexagonalen Hypercinnabarit eine von drei Modifikationen des Quecksilber(II)-sulfides. Es ist metastabil und kann sich in Cinnabarit umwandeln. Erst oberhalb von 344 °C ist Metacinnabarit die stabilere Modifikation.
Es sind fünf Varietäten des Metacinnabarites bekannt. Dies sind der zinkhaltige Guadalcazarit, den cadmiumhaltigen Saukovit, sowie drei selenhaltige Metacinnabarit-Varietäten, darunter Kittlit und Onofrit.

## Bildung und Fundorte
Metacinnabarit bildet sich bei niedrigen Temperaturen in oberflächennahen Quecksilberlagerstätten. Es ist vergesellschaftet mit Cinnabarit, Quecksilber, Wurtzit, Stibnit, Markasit, Realgar, Calcit, Baryt und Kohlenwasserstoffen. 
Metacinnabarit findet sich, gelegentlich auch als Haupterz, in vielen Quecksilbervorkommen. Zu den Fundorten zählen neben der Typlokalität Read Island in Kanada, San Onofre in Kolumbien, Guadalcázar in Mexiko, Idrija in Slowenien, Levigliani in Italien, Baia Sprie in Rumänien, Almadén in Spanien, dem Altai und weiteren Fundorten in Russland, sowie die US-Bundesstaaten Kalifornien, Texas, Utah und Washington.

## Kristallstruktur

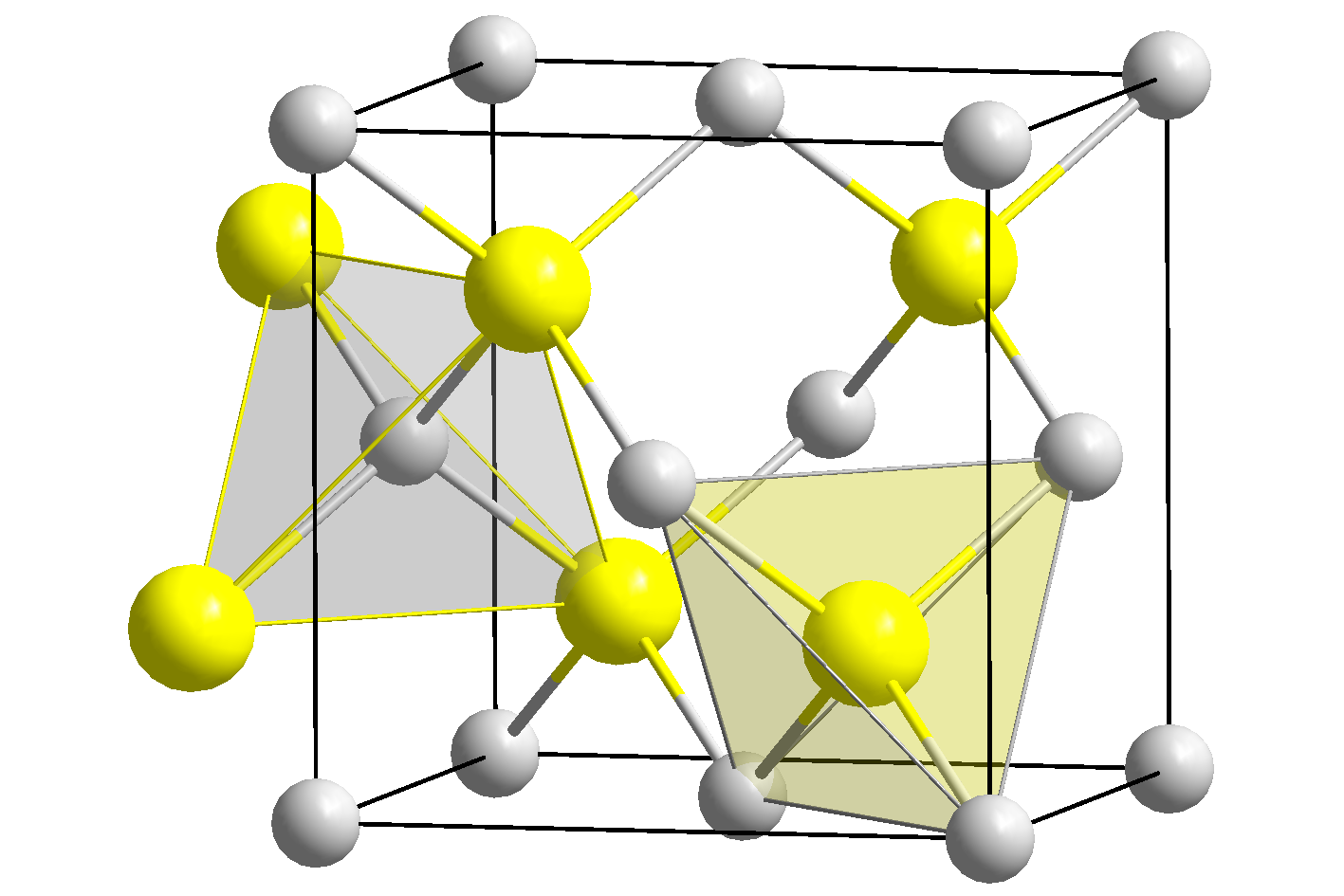
Struktur von Metacinnabarit

Metacinnabarit kristallisiert im kubischen Kristallsystem in der Raumgruppe {\displaystyle F{\bar {4}}3n} mit dem Gitterparameter a = 5,872 Å sowie zwei Formeleinheiten pro Elementarzelle. Die Struktur entspricht einer Sphaleritstruktur. 

## Vorsichtsmaßnahmen
Das im Mineral enthaltene Quecksilber ist giftig. Es müssen daher beim Umgang entsprechende Vorsichtsmaßnahmen ergriffen werden, damit dieses nicht in den Körper gelangt. 